# Matt Parker
Matthew Thomas Parker, né le 22 décembre 1980, est un auteur et vidéaste australien de mathématiques récréatives. Un de ses livres, Humble Pi, est le premier ouvrage de mathématiques à devenir un Sunday Times #1 bestseller au Royaume-Uni. Ancien professeur de mathématiques, il réalise notamment des conférences et des vidéos afin de vulgariser et de populariser les mathématiques. 

## Jeunesse et éducation
Matt Parker est né à Perth, en Australie-Occidentale, le 22 décembre 1980. Il fréquente l'Université d'Australie-Occidentale et commence par étudier le génie mécanique avant de se réorienter en physique puis en mathématiques. Il y développe sa passion pour cette dernière matière et décide de travailler dans ce domaine,.

## Carrière
Après ses études, il devient professeur de mathématiques en Australie avant de déménager à Londres pour continuer à enseigner. Il choisit ensuite de se reconvertir comme vidéaste et confériencier de mathématiques récréatives. Il intervient notamment sur la chaîne Youtube Numberphile ainsi que sur sa propre chaîne, Stand-up Maths,. 
Il fait des tournées au Royaume-Uni, aussi bien en solo qu'en troupe avec le groupe comique Festival of the Spoken Nerd, comprenant également Helen Arney (en) et Steve Mould (en),, avec lesquels il anime un podcast. Il est le créateur de Think Maths, une équipe de mathématiciens visitant des écoles pour y réaliser des ateliers et des conférences,. Il donne par ailleurs des conférences à la London Mathematical Society, qui lui remet par ailleurs la Christopher Zeeman Medal reconnaissant « l'excellence dans la communication des mathématiques » en 2020,. Il est également récipiendaire du 2018 Communications Award de la Joint Policy Board for Mathematics (en) pour ses travaux de vulgarisation.
Il est l'auteur de trois livres de vulgarisation mathématique : Things to Make and Do in the Fourth Dimension (2015),, Humble Pi (2019) et Love Triangle (2024).
Humble Pi est le premier livre de mathématiques à devenir un Sunday Times #1 bestseller,,.
Il est intervenant régulier à la radio dans l'émission The Infinite Monkey Cage sur BBC Radio 4, animée par Robin Ince et Brian Cox. Il est également auteur pour The Guardian. Lors de l'émission annuelle des Royal Institution Christmas Lectures (en), diffusée sur BBC Four, il assiste la présentatrice Hannah Fry.
En 2020 il est lauréat de la médaille Christopher-Zeeman décernée par la London Mathematical Society et l'Institute of Mathematics and its Applications.

## Mathématiques récréatives
En 2012, Il introduit dans une vidéo de Numberphile le concept de "grafting number", un entier naturel ayant la propriété d'apparaître avant ou juste après le séparateur décimal dans sa racine carrée, lorsqu'exprimée dans une base donnée,,. Pour la base 10, les premiers grafting integers sont la séquence A232087 de l'OEIS.
Il est l'auteur de plusieurs algorithmes de mathématiques appliquées, comme une stratégie optimale pour gagner au Monopoly, avec Hannah Fry. 
En octobre 2017, il lance une pétition recevant des dizaines de milliers de signatures intitulée « Update the UK Traffic Signs Regulations to a geometrically correct football ». Elle a alors pour objectif de modifier les panneaux de signalisation anglais, ceux-ci présentant une symbolisation d'un ballon de football géométriquement impossible. Le gouvernement anglais décline finalement la proposition, suggérant que le « symbole actuel a une signification claire et comprise par le public. Changer son dessin pour montrer une géométrique correcte est inapproprié dans ce contexte »,,.

## Vie privée
Il se marie avec la physicienne Lucie Green en juillet 2014. Il vit à Godalming, en Angleterre.

## Honneur
L'astéroïde (314159) Mattparker est nommé en son honneur.